# 에드워드 어빙

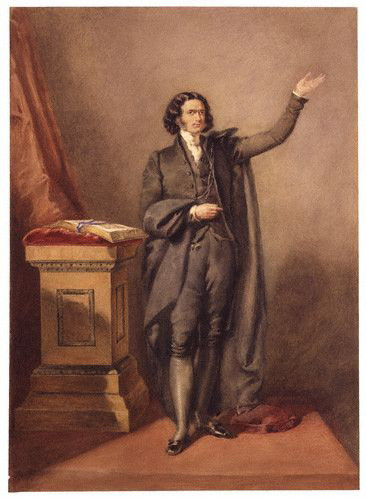
애드워드 어빙의 모습

에드워드 어빙 ( Edward Irving; 1792년 8월 4일 - 1834년 12월 7일 ) 은 스코틀랜드 교회의 성직자로 그는 가톨릭 사도 교회의 설립자이면 어빙이즘이라는 종교 운동의 기초를 펼쳤다.
그는 예수 그리스도가 2번 재림한다는 교리를 통하여 종말론 중심적인 교리로 사람들의 이목을 끌었다.
또한, 그리스도가 죄가 있다는 교리로 그의 교단에서 출교를 당하기도 하였다. 그의 친한 동료로는 토머스 칼라일과 새뮤얼 테일러 콜리지가 있다.

## 가톨릭 사도교회의 선구자
수 년 동안 예언에 관한 주제는 어빙의 생각의 많은 부분을 차지했으며, 재림의 임박한 접근에 대한 그의 믿음은 “요안 요사파트 벤 에즈라(Juan Josafat Ben-Ezra)"라는 유대인 이름으로 저술한 예수회 사제 마누엘 라쿤자(Manuel Lacunza)의 저서를 숙독함으로써 긍정적인 확증을 받았다. 1827년에 그는 유창한 서문과 함께 번역본을 출판했다.  어쩌면 어빙의 종교적 견해는 교계에서 일반적으로 받아들여지는 것보다 카톨릭적이고 인간본성에 더 부합하는 면이 있었지만, 사무엘 테일러 콜리지(Samuel Taylor Coleridge)와 교류함으로써 그의 견해는 넓이와 포괄성을 갖게 되었다. 그러나 점차 콜리지 철학에 대한 그의 관심은 신비주의적이고 모호한 것에 집중되었고,  아마도 이것이 그의 천년주의 교리의 입문으로 추정할 수 있다. 
1. ↑  Chisholm 1911, 855쪽.